# Grammont (Schauspieler)
Guillaume-Antoine Nourry, genannt Grammont (* 10. Juni 1750 in La Rochelle; † 13. April 1794 in Paris), war ein französischer Schauspieler und Revolutionär.

## Schauspielkarriere
Erste schauspielerische Erfolge hatte Grammont im Jahr 1774 in Limoges, wo aus einer Liebesbeziehung ein Sohn hervorging. Im Jahr 1775 hatte er die Regie an einem Theater in Lüttich. Schließlich, nach einem Intermezzo am Théâtre des Grands Danseurs du Roi, fand er 1779 ein Engagement an der Comédie-Française. Nach zwei Jahren wurde er in die Société de la Comédie-Française aufgenommen und hätte seine Karriere ungestört fortsetzen können, jedoch verschwand er im darauffolgenden Jahr spurlos. Es wurde vermutet, dass es mit seinen Gefühlen für Madame Thenard zusammenhänge und er in die Provinz zurückgekehrt sei. In der Folge wurde Desessarts gebeten herauszufinden, wo Grammont steckte, ob er sich noch in Paris aufhalte. Eine Anfrage bei der Polizei ergab, dass er seine Wohnung nicht mehr aufgesucht hatte. Deshalb wurde Grammont einige Tage später von der Leitung der Comédie aus der Truppe ausgeschlossen.
Als er 1782 wieder auftauchte, machte er keine Anstalten sich zu erklären oder zu entschuldigen, stattdessen gab er sich hochmütig. Dafür schickte ihn der Duc de Duras für ein paar Wochen ins Prison de La Force, eine gefürchtete Haftanstalt, damit er sich über sein Handeln klar würde. Es ist nicht erwiesen, dass Madame Thenard ihn danach geheiratet hat, jedoch ist in der Geburtsurkunde ihres 1783 geborenen Sohnes, Alexandre, Grammont als Vater angegeben. Obwohl die Beziehung von Gewalt geprägt war, blieb sie bei ihm und zog mit ihm den gemeinsamen Sohn groß.
Ohne Engagement musste er nach neuer Beschäftigung suchen und so ging er zuerst nach Lüttich und 1784 nach Dijon, wo er sich verschiedenen Schauspieltruppen anschloss. Er spielte dabei auch vor Marie-Antoinette, die von seiner theatralischen Darbietung höchst angetan war. Im Anschluss sorgte sie dafür, dass Grammont, ab dem Jahr 1786, wieder an der Comédie spielen durfte und 1787 auch wieder in die Societé aufgenommen wurde.

## Revolution
Als 1789 die Revolution losbrach, ließ er seinen bisherigen Beruf hinter sich. Er beteiligte sich an den allgemeinen Ausschreitungen und als er zwei Tage nach dem Sturm auf die Bastille versucht hatte, mit Gewalt, dort einzudringen und eine Wache verletzt hatte, musste er untertauchen. Die nächste Zeit verbrachte er versteckt bei Madame Thenard. Endlich bekam er ein Engagement im Théâtre Montansier, wo er in einem pathetischen Theaterstück mit nackten Beinen, ohne die typischen Kniebundhosen, spielte, um seine Verbundenheit mit den Sansculottes auszudrücken. Doch sein Schauspielerleben genügte ihm nicht mehr.
Grammont tat sich 1793 beim Tuileriensturm sehr hervor und war bei einem Massaker an Gefangenen in Orleans, bei Versailles, treibende Kraft. Das wurde von Charles Philippe Ronsin bemerkt und er verschaffte ihm einen Posten im Kriegsbüro der Revolutionstruppen an der Mosel, später auch in Tours und im Département Vendée. Grammont wurde so zu einer führenden Figur der Terrorherrschaft. Ronsin machte sich beim Club des Cordeliers für Grammont stark, was eine Beförderung zum Hauptmann der Garde nationale nach sich zog. Seine Karriere war nun nicht mehr aufzuhalten. Er stieg schnell über den Chef d’escadron zum Brigadegeneral auf, wurde stellvertretender Minister der Revolutionstruppen und deren Oberbefehlshaber. So fiel ihm auch die Aufgabe zu bei der Hinrichtung Marie-Antoinettes, die ihn einst protegiert hatte, dem Geleitzug voranzugehen, zusammen mit seinem Sohn Alexandre, der, nun 18-jährig, sein Ordonnanzoffizier war. Beide wohnten der Hinrichtung bei, wobei zwischen den Hinrichtungen, die an diesem Tag vollzogen wurden, üppige Gelage stattfanden.
Für Robespierre war dieses Verhalten höchst unmoralisch und er ließ Säuberungen durchführen. So traf es Grammont, seinen Sohn, Ronsin, Jacques-René Hébert und etliche weitere, dass sie plötzlich in Arrest kamen. Ihnen wurde der Prozess wegen Verschwörung gegen die Revolution gemacht und weil sie dem Ansehen der Revolution in den Nachbarländern geschadet hatten. Als sie zur Guillotine geführt wurden, wurde ihnen der gleiche Spott und Hohn zuteil und sie erfuhren die gleichen Grobheiten wie die, die sie einst aufs Schafott brachten.